# Itaú de Minas (ort)
Itaú de Minas är en ort i Brasilien.   Den ligger i kommunen Itaú de Minas och delstaten Minas Gerais, i den sydöstra delen av landet, 600 km söder om huvudstaden Brasília. Itaú de Minas ligger 717 meter över havet och antalet invånare är 14 888.
Terrängen runt Itaú de Minas är platt norrut, men söderut är den kuperad. Närmaste större samhälle är Passos, 15,0 km öster om Itaú de Minas.
Omgivningarna runt Itaú de Minas är huvudsakligen savann. Runt Itaú de Minas är det ganska tätbefolkat, med 86 invånare per kvadratkilometer.